# Bernat ermità de potes blaves
El bernat ermità de potes blaves (Clibanarius tricolor) és una espècie de crustaci decàpode de l'infraordre dels anomurs originari del mar Carib.
És molt conegut pels aficionats als aquaris marins pels seus costums alimentaris, ja que menja detritus i així neteja l'aquari, i els seus colors molts cridaners.

## A l'aquari
C. tricolor és un exemple típic del canvi d'espècies purament ornamentals per espècies útils que "treballen" en el manteniment de l'ecosistema de l'aquari reduint la feina del mantenidor.
És detritívor, és a dir, que menja plantes i animals morts que d'altra manera quedarien a l'aquari. A més també menja algues verdes, macroalgues i cianobacteris. És comú que s'enfonse davall de la sorra cercant-hi menjar netejant-la i oxigenant-la.